# Fijisch rugbyteam (mannen)

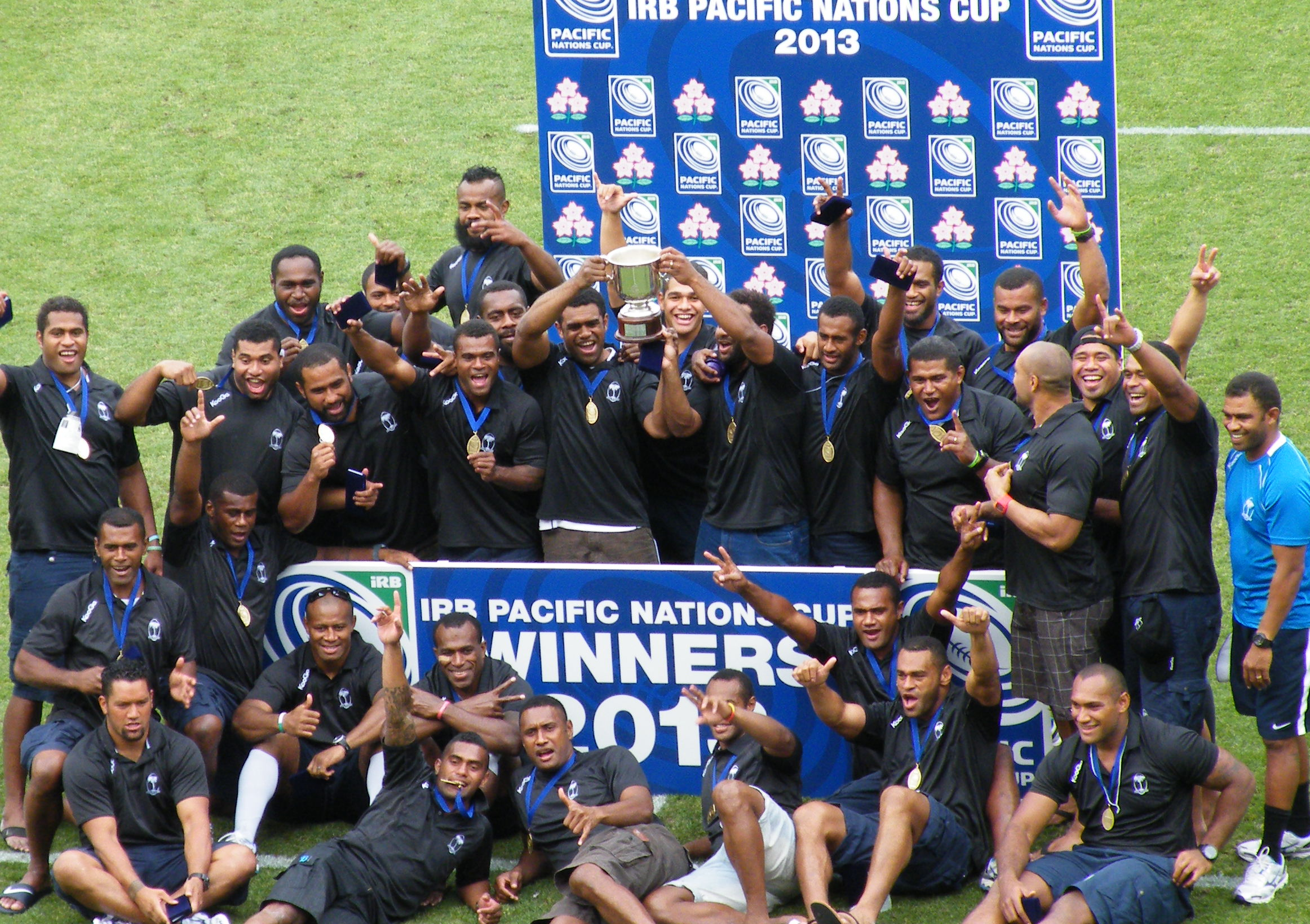
het Fijisch rugbyteam in 2013

Het Fijisch rugbyteam is een team van rugbyers dat Fiji vertegenwoordigt in internationale wedstrijden.
Hoewel Fiji een klein land is, heeft het team zich voor vijf van de zes wereldkampioenschappen rugby geplaatst. Rugby is dan ook de nationale sport in Fiji. Er zijn ongeveer 80.000 geregistreerde rugbyspelers op een totale bevolking van ongeveer 900.000. Doordat veel van de topspelers in Europa, Australië of Nieuw-Zeeland spelen (en veel geld verdienen), is het vaak lastig om henzelf en hun clubs zo ver te krijgen om voor het land uit te komen. Hiernaast komen sommige spelers die in Fiji zijn geboren, maar al lang in Australië of Nieuw-Zeeland spelen, niet meer uit voor Fiji, maar voor het Australisch rugbyteam of het Nieuw-Zeelands rugbyteam. Aan de andere kant zorgt de opgebouwde riante salarissen van de gestopte rugbyspelers die terugkomen naar Fiji voor een significante bijdrage aan de lokale economie.
Voor elke wedstrijd voeren de spelers de cibi, een traditionele dans, uit. Ze spelen in een wit shirt met een zwarte broek en zwarte kousen.

## Wereldkampioenschappen
Fiji heeft aan elk wereldkampioenschap deelgenomen, behalve in 1995. In 1987 en 2007 haalden ze de kwartfinale.
- WK 1987: kwartfinale
- WK 1991: eerste ronde
- WK 1995: niet gekwalificeerd
- WK 1999: tweede ronde
- WK 2003: eerste ronde
- WK 2007: kwartfinale
- WK 2011: eerste ronde
- WK 2015: eerste ronde
- WK 2019: eerste ronde
- WK 2023: gekwalificeerd